# Drešnica
Drešnica (en serbe cyrillique : Дрешниџа) est un village de Serbie situé dans la municipalité de Blace, district de Toplica. Au recensement de 2011, il comptait 75 habitants.

## Démographie
| 1948 | 1953 | 1961 | 1971 | 1981 | 1991 | 2002 | 2011 |
| ---- | ---- | ---- | ---- | ---- | ---- | ---- | ---- |
| 320  | 356  | 332  | 270  | 218  | 125  | 102  | 75   |

|  |